# 講演
| ウィキペディアには「講演」という見出しの百科事典記事はありません（タイトルに「講演」を含むページの一覧/「講演」で始まるページの一覧）。 代わりにウィクショナリーのページ「講演」が役に立つかもしれません。 |